# Агонсильо, Марсела

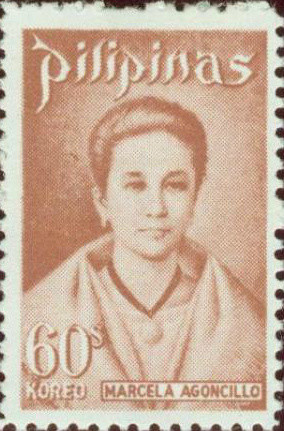
Марсела Агонсильо на почтовой марке Филиппин. 1973 г.

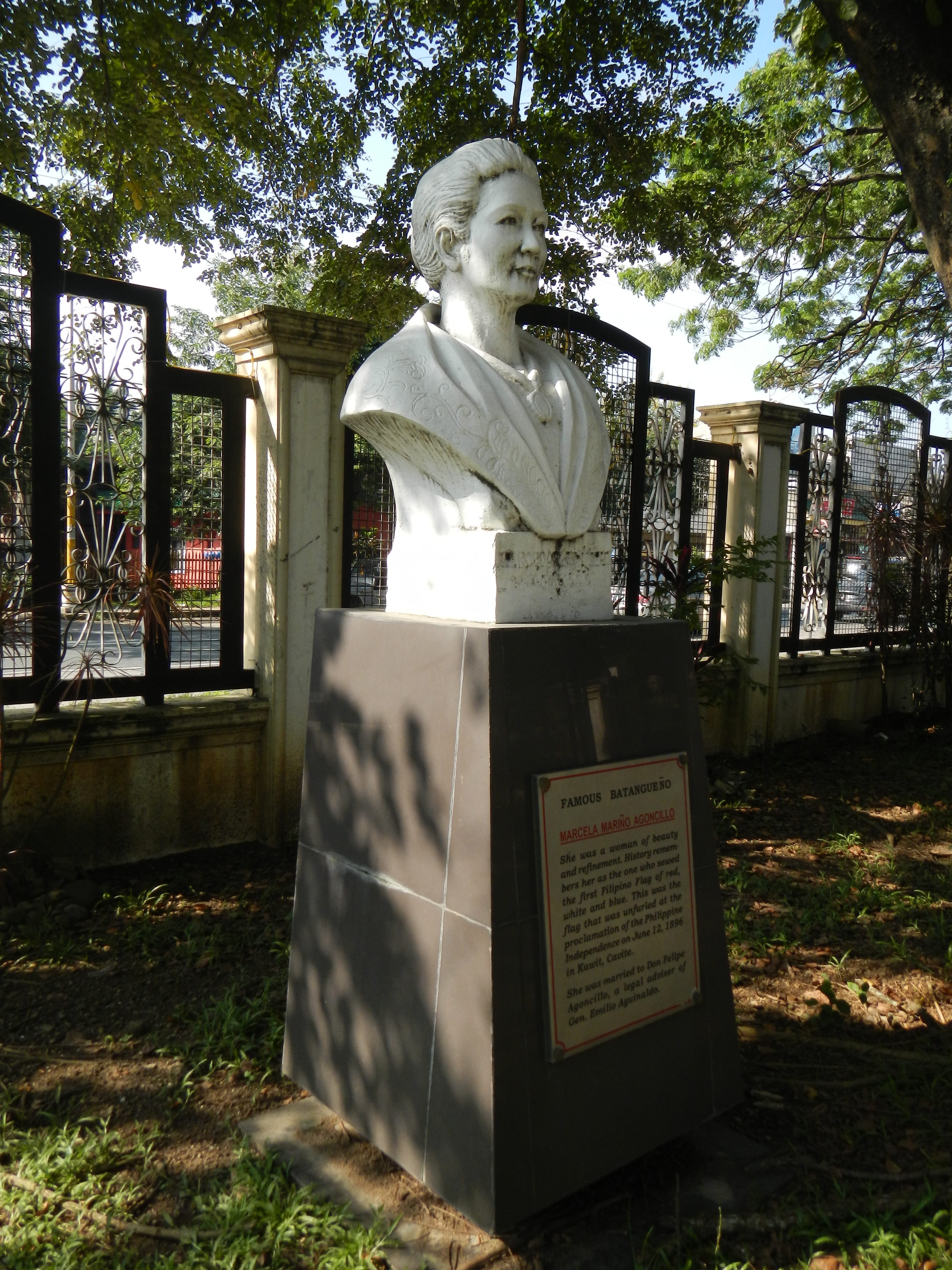
Бюст Марселы Агонсильо на родине

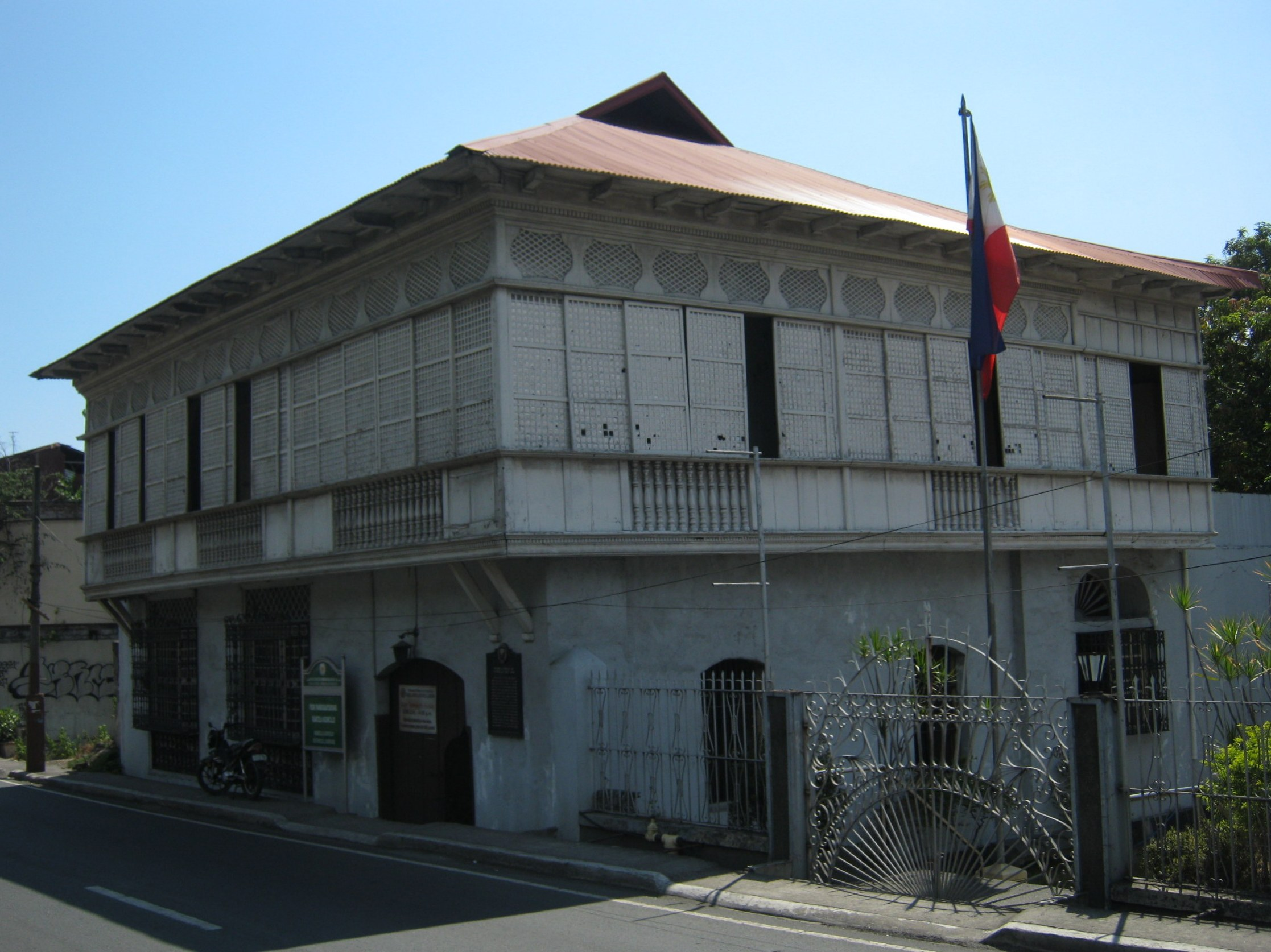
Родовой дом Марселя Марино де Агонсильо в Таале, Батангас

Марсела Мариньо Агонсильо (исп. Marcela Agoncillo; 24 июня 1860, Батангас, Лусон, Генерал-капитанство Филиппины — 30 мая 1946, Манила) — борец за независимость Филиппин, легендарная фигура в истории страны, создательница первого филиппинского флага, известная как Мать Филиппинского флага.

## Биография

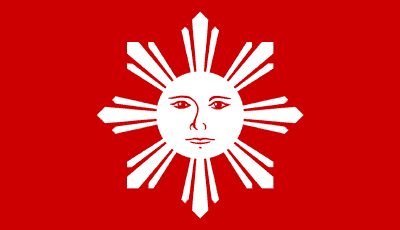
Первый официальный флаг Филиппин

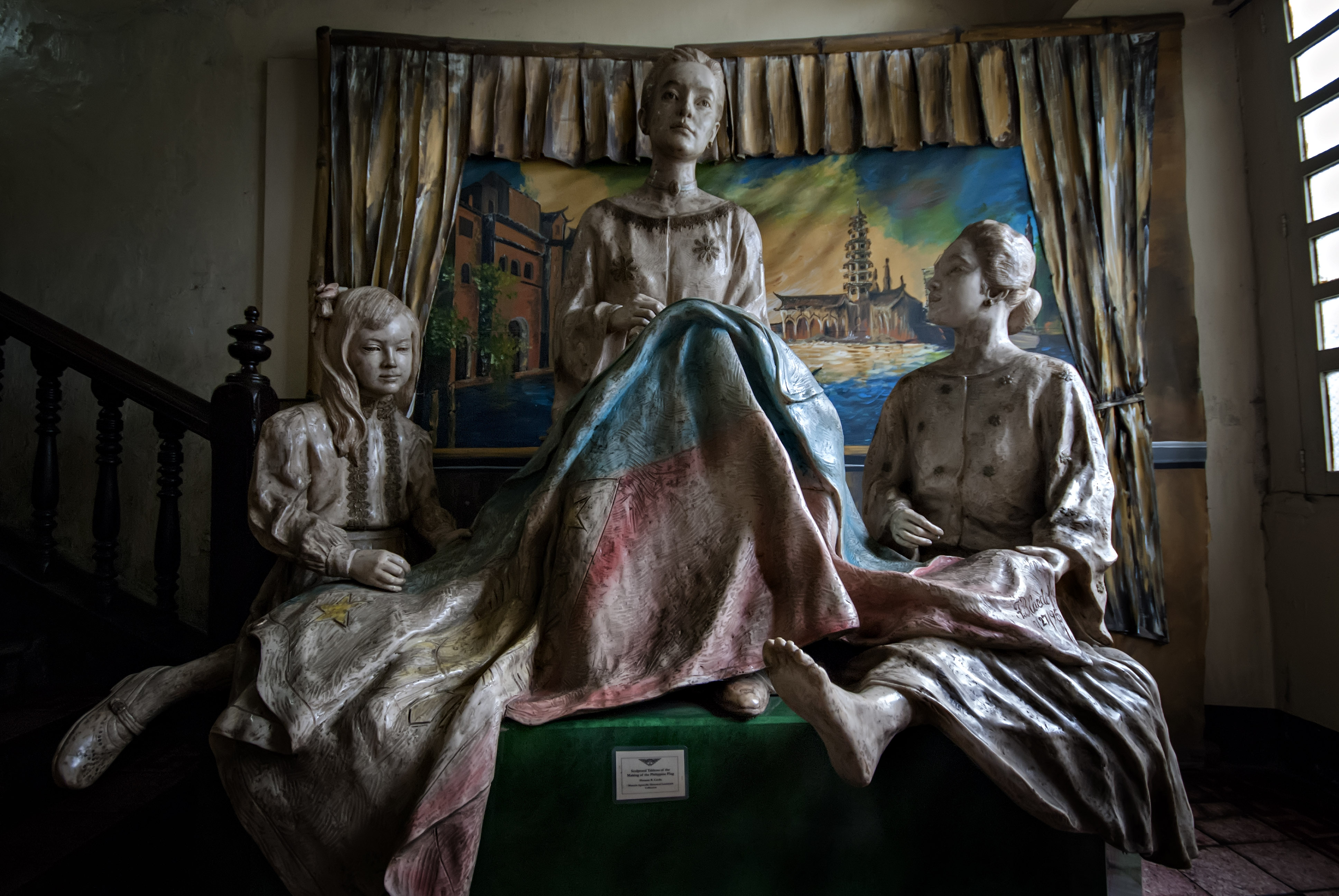
Скульптура создателям первого Филиппинского флага

Родилась в состоятельной семье. До шестнадцати лет училась в школе-интернате для девочек. В возрасте 30 лет вышла замуж за адвоката Фелипе Агонсильо. Её муж был сторонником независимости Филиппин, революционером и будущим первым филиппинским дипломатом, который за критику испанского колониального режима в 1895 году был вынужден покинуть страну. Сначала он отправился в Японию, затем поселился в Гонконге с другими филиппинскими изгнанниками. Марсела со своими детьми последовала за мужем. Когда её муж был в Гонконге во время вспышки Филиппинской революции, Марсела Мариньо Агонсильо и остальные члены семьи присоединились к нему и временно проживали там, чтобы избежать анти филиппинских военных действий оккупирующей Испании.
В мае 1898 года Марсела Агонсильо со своей старшей дочерью и племянницей по поручению и эскизу будущего первого президента Э. Агинальдо пошили первый филиппинский флаг. На это ушло за пять дней. Э. Агинальдо взял флаг на борт военного корабля, на котором вскоре вернулся на Филиппины.
12 июня 1898 года во время провозглашения независимости Филиппин флаг был поднят Э. Агинальдо в Кавите.
После того, как в 1898 году США получили контроль над Филиппинами, в 1903 г. Марсела и её семья вернулись на родину, разоренные, но гордые проделанной работой. Несмотря на бедность, семья продолжала помогать обездоленным жителям Манилы. Во время японской оккупации Филиппин (1941—1944) Марсела Агонсильо снова стала символом патриотизма и щедрости, с мужеством, несмотря на преклонный возраст, потерю дома и имущества, переносила тяготы оккупации.
Флаг, вручную пошитый Марселой Агонсильо до сих пор остается первым официальным флагом Республики Филиппины.